# یارسلاو گل
یارُسلاو گل (چکی: Jaroslav Goll; ۱۱ ژوئیهٔ ۱۸۴۶ – ۸ ژوئیهٔ ۱۹۲۹) مورخ، قرون وسطی‌شناس، معلم، نویسنده و مترجم اهل اتریش-مجارستان (جمهوری چک کنونی) بود. او نمایندهٔ اثبات‌گرایی تاریخی بود. او تاریخ را در دانشگاه کارل در پراگ زیر نظر «واتسلاو ولادیوُی تومِک» اهل چک و «کنستانتین هوفلر» آلمانی خواند. در سال ۱۸۷۱ در دانشگاه گوتینگن کار کرد. سپس در برلین، لاهه و لندن تحصیل کرد. او در سال ۱۸۷۵، شروع به تدریس در دانشگاه پراگ کرد و تا زمان بازنشستگی خود در سال ۱۹۱۰ در آنجا کار کرد. سپس بسیار فعالانه در سیاست شرکت کرد. او در سال ۱۸۹۵ مجلهٔ «بررسی تاریخی چک»، مهم‌ترین مجله تاریخی در سرزمین چک را تأسیس کرد که هنوز هم وجود دارد. در سال ۱۹۰۷ به عنوان رئیس دانشگاه انتخاب شد. علاقه اصلی حرفه ای او تاریخ قرون وسطی در انگلیس بود. او بعداً به امپراتور کارل یکم در طول تحصیل در پراگ درس خصوصی داد. او پدربزرگ بازیگر چک ناتاشا گولوا بود.